# 2017 في النمسا
فيما يلي قوائم الأحداث التي وقعت خلال عام 2017 في النمسا.

## أحداث
- 7 يوليو – جائزة النمسا الكبرى 2017

## سياسة

### تعيين في المنصب
- 26 يناير – ألكسندر فان دير بيلين قائمة رؤساء النمسا.
- 9 نوفمبر – كريستيان كيرن عضو المجلس الوطني للنمسا.
- 9 نوفمبر – منى دزدار عضو المجلس الوطني للنمسا.

### انتهاء فترة المنصب
- 18 ديسمبر – سيباستيان كورتس وزير خارجية النمسا [الإنجليزية]‏.

## رياضة
- 21 أبريل – جيرو ديل ترينتينو 2017 الفائزون Alexander Foliforov [الإنجليزية]‏، إيغان بيرنال، بي إم سي راسينغ 2017 [الإنجليزية]‏، دومينيكو بوزوفيفو، جيرانت توماس، باسكال أكرمان، تيبو بينو.
- 18 يونيو – طواف سويسرا 2017 الفائزون ستيفن كرويسفيك، لاسي نورمان هانسن، أيه إل أم 2017 [الإنجليزية]‏، سيمون سبيلاك، داميانو كاروسو، بيتر ساجان.
- 8 يوليو – طواف النمسا 2017 الفائزون ميغل أنغل لوبز، ديليو فرنانديز كروز، Stefan Denifl [الإنجليزية]‏، سيب فانمارك، بيتر وينينج، دايمنشن داتا 2017 [الإنجليزية]‏.

## أفلام
من الأفلام التي صدرت هذه السنة في النمسا:
- 13 فبراير – حيوانات من إخراج .

## وفيات

### فبراير
- 28 فبراير – إليزابيث فالدهايم (مواليد 1922)

### أبريل
- 4 أبريل – كارل شتوتس (مواليد 1927) لاعب كرة قدم نمساوي.

### مايو
- 16 مايو – فالتر كولمان (مواليد 1932) لاعب كرة قدم نمساوي.

### يونيو
- 27 يونيو – بيتر بيرغر (مواليد 1929)